# 阿爾傑農鎮區 (內布拉斯加州卡斯特縣)
阿爾傑農鎮區（英語：Algernon Township）是位於美國內布拉斯加州卡斯特縣的一個行政鎮區。

## 地方資料
阿爾傑農鎮區的面積為239.30平方千米，當中陸地面積為239.29平方千米，而水域面積為0.01平方千米。根據2020年美國人口普查的數據，當地共有人口320人，而人口密度為每平方千米1.34人。